# Arsenie Todiraș
Arsenie Todiraș, noto anche con lo pseudonimo di Arsenium (Chișinău, 23 luglio 1983), è un cantante moldavo. Ha fatto parte del gruppo musicale O-zone, di cui era il componente più giovane.

## Biografia
Nel 2006 ha iniziato la sua carriera solista con lo pseudonimo Arsenium  pubblicando l'album The 33rd Element il quale ottiene un grande successo in Romania, Russia, Spagna, Polonia, e Ucraina. Nello stesso anno Arsenie prende parte all'Eurovision Song Contest come rappresentante della Moldavia con la sua canzone Loca arrivando ventesimo.
Ha partecipato alla versione rumena del talent show Ballando con le stelle aggiudicandosi il secondo posto.

## Discografia

### Album studio
O-Zone
- 2002 - Number 1
- 2004 - DiscO-Zone

Solista
- 2006 - The 33rd Element

### Solista
- Love Me, Love Me (2005)
- Loca (2006)
- Professional Heartbreakers (2007)
- Wake Up (2008)
- Rumadai (2008)
- Minimum (2009)
- 25 (2009)
- Исчезни (Ischezni) (2010)
- Remember Mе (2010)
- Nu ma mai cautа (2010)
- Erase It (2010)
- Bang Bang (2010)
- My Heart (2011)
- I'm Giving Up (2012)
- Bella Bella (2015)

### In collaborazione con altri artisti
- До рассвета (Do rassveta) - Sati Kazanova ft. Arsenium (2014)